# Болл, Джейк (регбист)
Джейк Болл (англ. Jake Ball, родился 21 июня 1991 года в Аскоте) — валлийский регбист и крикетист, выступающий на позиции лока за клуб «НЕК Грин Рокетс».

## Биография

### Крикет
Джейк Болл родился 21 июня 1991 года в городе Аскот (английское графство Беркшир). Отец — Дэйв, уроженец Пуллхели; играл за команды «Лондон Уэлш», «Харлекуинс» и сборную Британской армии. Играл за регбийную команду Суррея не старше 15 лет. Позже семья переехала в Австралию: Джейк играл там в крикет в возрасте 16 лет, выступая за сборную Западной Австралии U-19 вместе с двумя участниками официальных тест-матчей, Митчеллом и Шоном Маршем, а также за клуб «Фремантл-Дистрикт». Он играл на позиции скоростного боулера, при его подачах скорость мяча достигала 131,9 км/ч. В сезоне 2008/2009 играл в чемпионате Австралии U-19.

### Клубная карьера в регби
Болл проходил просмотр в клубе «Уэстерн Форс», но при весе 95 кг был отвергнут и в команду не попал. В 2012 году он заключил контракт с валлийским клубом «Скарлетс» на три года, дебютную игру провёл 15 сентября против «Коннахта» в Про12, выйдя на 61-й минуте. По ходу выступлений он набрал массу в 120 кг, став одним из тяжелейших валлийских локов того времени; также выступал некоторое время за «Лланелли» в чемпионате Уэльса. В 2015 году он продлил контракт с клубом; из-за травм не сыграл в финалах Про12 2016/2017 (победа) и Про14 2017/2018 (поражение).
В 2020 году заявил, что с семьёй перебирается в Австралию и намерен продолжить там карьеру игрока.

### В сборной
Благодаря отцовским корням Болл получил право играть за сборную Уэльса. Его дебют состоялся 8 февраля 2014 года в матче против Ирландии в Дублине в рамках Кубка шести наций (вышел на замену, валлийцы проиграли). В стартовом составе вышел через две недели в матче против Франции в домашнем матче (валлийцы победили 27:6). В том же году он сыграл на Кубке против Англии и Шотландии, а также участвовал в летнем турне по ЮАР. В 2015 году сыграл четыре из пяти матчей Кубка шести наций, выйдя в стартовом составе против англичан и шотландцев; участвовал в чемпионате мира в Англии и выступал в матче против Уругвая.
В 2017 году из-за травмы плеча, полученной в матче в Кардиффе против новозеландцев, пропустил целый год. В 2019 году сыграл три матча на Кубке шести наций, выиграв Большой шлем со сборной. На чемпионате мира 2019 года в Японии в игре группового этапа против Грузии был признан лучшим игроком по версии MasterCard), со сборной занял 4-е место.
Решение Болла переехать в Австралию автоматически лишило права его получать вызовы в сборную Уэльса: из легионеров, по правилам Валлийского регбийного союза, могли вызываться только те игроки, кто сыграл к тому моменту минимум 60 встреч в составе сборной Уэльса, в то время как у Болла на конец 2020 года было всего 49 матчей.

### Личная жизнь
Супруга Джейка — Кристи. У них есть четверо детей (младший сын, Макс, родился в ночь с 30 ноября на 1 декабря 2020 года). Его родные и близкие проживают в Перте. В 2020 году Болл объявил о намерении перебраться в Австралию, чтобы быть поближе к семье.